# L'uomo che sapeva contare
L'uomo che sapeva contare è un libro di Malba Tahan, pubblicato per la prima volta nel 1938, nel quale Beremiz Samir, grande appassionato di matematica e numeri, si reca a Baghdad, dove incontra Hanak Tadè Maia, giovane uomo che rimane immediatamente impressionato dalle abilità logico-matematiche di Beremiz.
Il libro è ambientato a Baghdad, nel 1200 circa.

## Trama

35 cammelli

Il libro parla del viaggio dei due (Beremiz e Hanak) nella grande città di Baghdad, dove Beremiz diventerà celebre e famoso risolvendo situazioni che per altri erano matematicamente impossibili (come la divisione dei 35 cammelli o il problema delle sette perle). Nel corso della storia Beremiz stringerà amicizia con personaggi via via più importanti, tra i quali alcuni sceicchi e il Maharajah di Lahore; finché nel suo momento di massima gloria sposerà Telassim, la figlia di uno sceicco, nonché sua ex allieva di matematica. La vicenda è accompagnata da un gran numero di indovinelli e curiosità matematiche, come le incredibilissime proprietà del numero 142857.

## Alcuni quesiti affrontati da Beremiz

### L'eredità
È il primo vero problema che Beremiz deve risolvere: un padre ha lasciato in eredità ai suoi figli 35 cammelli, che devono essere divisi secondo queste imposizioni:
Metà dei cammelli al primogenito
Un terzo dei cammelli al secondogenito
Un nono al terzogenito
I tre figli affermano che tale suddivisione è impossibile, in quanto 35 non è divisibile né per 2, né per 3, e né tantomeno per 9. Ma Beremiz risolve il problema così facendo: aggiunge il suo cammello all'eredità, così facendo i cammelli diventano 36. Quindi il primo figlio, che secondo le imposizioni del padre avrebbe dovuto prendersi 17 cammelli e mezzo (35/2) se ne prende 18 (36/2).
Il secondo figlio, che ne avrebbe dovuti ricevere 11 e mezzo circa (35/3) ne riceve 12 (36/3).
Il terzo figlio, che ne avrebbe dovuti ricevere quasi 4 (35/9) ne riceve 4 giusti.
I cammelli assegnati sono quindi 34, con un avanzo di 2 cammelli: Beremiz si fa restituire il cammello aggiunto ai calcoli, e anche l'altro gli viene regalato come premio per la suddivisione. Misteriosamente, sembra che tutti ci abbiano guadagnato.

### La suddivisione del vino
Ci sono 3 persone che ricevono 21 botti di vino uguali come premio per il lavoro svolto. 7 botti sono piene, 7 piene a metà e 7 vuote.
Deve dividere le botti senza aprirle, dando a ognuno la stessa qualtità di vino. Beremiz dà un valore per ogni botte: piena contiene "vale" 2, la semipiena 1 e la botte vuota 0.
Così il primo riceve 3 botti piene, 1 botte semipiena e 3 vuote ottenendo 7 botti e 7 litri di vino.
Il secondo e il terzo ricevono lo stesso numero di botti ovvero 2 piene, 3 semipiene e 2 vuote avendo così anche loro 7 botti e 7 litri di vino.

### La vendita delle mele
C'è un uomo che vuole valutare la capacità di Beremiz, così propone questo problema: 3 ragazze devono vendere 90 mele, applicando lo stesso prezzo e ottenendo lo stesso guadagno. La prima riceve 50 mele, la seconda 30 e la terza 10. Beremiz risolse il problema in questo modo: si stabilisce una prima fase di vendita per 7 mele a 1 dinaro. Una seconda fase prevederà la vendita di 1 mela per 3 dinari.
La prima vende un gruppo di 7 mele a 1 dinaro, vendendo 49 mele ottiene 7 dinari. Vende l'ultima che rimane a 3 dinari, ottenendo così 10 dinari.
La seconda deve seguire il procedimento della prima, vende anche lei un gruppo di 7 mele a 1 dinaro ottenendo 4 dinari vendendo 28 mele. Vende poi le 2 che le rimangono a 3 dinari ciascuna, ottenendo così anche lei 10 dinari.
La terza lei vende un gruppo di 7 mele a 1 dinaro e le3 rimaste 3 dinari per mela, ottenendo di conseguenza 10 dinari. Così il problema è risolto.

## Edizioni
- Malba Tahan, L'uomo che sapeva contare, traduzione di Lucio Zannini, Salani, 2001,  p. 208, ISBN 88-7782-481-6.